# Joseph Bourdrez
Joseph Bourdrez (Middelburg, 27 juni 1805 - aldaar, 11 mei 1886) was een Nederlandse timmerman, bouwkundige en opzichter van Rijkswaterstaat.

## Carrière
Vanaf 1818 werd J. Bourdrez opgeleid tot timmerman. Op 27 juli 1825 ontving hij, als primus der eerste klasse in de bouwkunde, een kleine zilveren medaille aan de tekenacademie van Middelburg. Na zijn opleiding kon hij aan de slag als aannemer. Zo kreeg hij op 16 januari 1837 de aanbesteding voor de bouw van een badpaviljoen bij Domburg, naar een ontwerp van G.H. Grauss, voor het bedrag van 8000 gulden. De bouw was gereed op 22 juli. Naast zijn werk was Bourdrez vanaf 1830 werkzaam bij de brandweer als opperbrandmeester.
In 1839 werd hij benoemd tot opzichter bij Rijkswaterstaat. In deze functie kreeg hij de verantwoordelijkheid voor de bouw van een verscheidenheid van publieke gebouwen zoals kerken en scholen. Zo ontwierp hij in 1841 de Sint-Willibrorduskerk in Oud-Vossemeer en raakte hij betrokken bij de bouw van de Nieuwe Kerk in Zierikzee. In 1846 ontwierp hij de Rooms-Katholieke Sint-Pieterskerk in Middelburg, deze kerk werd in mei 1940 verwoest tijdens het bombardement op Middelburg. In 1856 maakte Bourdrez een ontwerp voor een nieuwe kerk in Arnemuiden, omdat de oude kerk vanwege bouwvalligheid gesloopt moest worden. In 1858 werd de nieuwe kerk gebouwd. De gemeente Arnemuiden was zeer tevreden met zijn werk en inzet, en daar hij ook al betrokken was geweest bij de bouw van een nieuwe school in 1848, werd besloten een geschenk aan te bieden aan Bourdrez, in de vorm van een zilveren inktpot met inscriptie.
Naast kerken ontwierp Bourdrez ook sluizen zoals de spuisluizen in de commerciehaven te Vlissingen en in de gemeentehaven te Veere. Daarnaast hield hij toezicht bij waterstaatkundige projecten zoals de aanleg van het haventje van Waarde in 1847.
Op 1 juli 1873 ging hij, op eigen verzoek, met pensioen.

## Privé
Bourdrez trouwde tweemaal. Met zijn eerste vrouw, M. le Comte, kreeg hij twee zoons. Zijn tweede vrouw was Helena Pieternella Vermeule. Hij woonde in het huis De Globe aan de Rotterdamsekaai, dit huis werd door het bombardement op Middelburg in mei 1940 verwoest. J. Bourdrez overleed op 11 mei 1886 en werd bijna 81 jaar.